# دید در شب

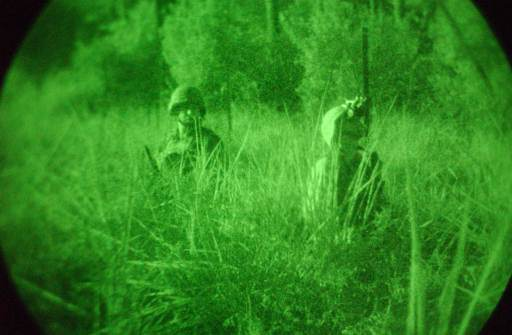
تصویر دید در شب دو سرباز آمریکایی در جنگ با عراق

دید در شب توانایی دیدن در شرایط کم نور است. توانایی دید در شب با استفاده از بیولوژیک یا فناوری به دست آمده است. انسان‌ها در قیاس با حیوانات به دلیل کمبود یک پرده درخشان در چشم خود ضعف بینایی بیشتری دارند. تکنیک محدوده طیفی مفید در شب باعث می‌شود انسان با استفاده از اشعه نامرئی اطراف خود را احساس کند. بینایی انسان به محدوده‌ای از طیف الکترومغناطیسمحدود شده که به آن نور مرئی گفته می‌شود. محدوده طیفی پیشرفته اجازه می‌دهد که بیننده با استفاده از تابش الکترومغناطیس اهداف غیرقابل مشاهده را ببیند. برخی حیوانات مانند میگو طیف‌های بسیار بیشتری مانندفروسرخ یا فرابنفش را می‌توانند ببینند. معنی محدوده کیفیت کافی به سادگی توانایی دیدن با نور بسیار کم است. بسیاری از حیوانات توانایی بسیار بهتری نسبت به انسان در دید در شب دارند. این نتایج با آزمایش‌های ریخت‌شناسی در آناتومی آن‌ها بدست آمده است این بخاطر داشتن تخم چشم بزرگتر، لنز بزرگتر، دیافراگم نوری وسیع تر (مردمک چشم به تناسب اندازه فیزیکی چشم بزرگتر شود) و یک پرده درخشان است. دستگاه تقویت بینایی با بدست آوردن ضریب ccd یا نویزهای بسیار کم و با حساسیت بالا آرایه‌ای از آشکارسازه‌های نوری بدست می‌آورند و از این طریق محدوده قدرت بینایی را افزایش می‌دهد.